# CubCrafters CC19-180 XCub
Le CubCrafters CC19-180 XCub est un avion léger, conçu et produit par Cub Crafters de Yakima, Washington, dévoilé en juin 2016. L'avion est livré complet et prêt à voler,.

## Développement
Le XCub est un développement du CubCrafters Carbon Cub EX, avec des performances plus élevées et incorporant encore plus de fibre de carbone dans la structure. Il retrace sa lignée au design du Piper PA-18,.
Le XCub a été développé en secret sur une période de six ans, de 2010 à 2016, et n'a été annoncé publiquement qu'une fois la certification de type FAR Part 23 de la Federal Aviation Administration (FAA) terminée. Le processus de certification a été réalisé à l'aide des ressources internes de l'entreprise et n'a impliqué aucun capital-risque, prêt ou dépôt de la clientèle,.
La certification de type pour les règles de vol à vue de jour et de nuit a été délivrée par la FAA le 2 juin 2016. Il a été certifié par l'Agence européenne de la sécurité aérienne (AESA) le 17 décembre 2017, au Canada et au Japon en août 2018,.
Le 26 mars 2019, l'avion a également été certifié par la FAA dans la catégorie primary très restrictive, bien qu'il soit déjà certifié FAR Part 23, pour des raisons que la société n'a pas divulguées.

## Caractéristiques
Le CC19-180 XCub est doté d'une aile haute avec haubans, d'un cockpit fermé à deux sièges en tandem accessible par des portes, d'un train classique en aluminium et d'un seul moteur,.
L'avion est fabriqué à partir de tubes en acier 4130 fraisés par une machine-outil à commande numérique et soudés. Les surfaces de vol sont recouvertes de tissu sur lequel est appliqué un enduit de tension. Son aile a une envergure de 10,46 m et une surface alaire de 16,23 m2. Les commandes sont entraînées par des tubes de torsion, au lieu de câbles, les tubes pour les ailerons passant à l'intérieur des haubans. Le moteur est le Lycoming O-360-C1G (CC363i) de 180 ch, entraînant une hélice composite Hartzell Trailblazer à vitesse constante.
En juillet 2019, le CC19-215 XCub motorisé par un Lycoming IO-390 (CC393i) de 215 ch et une hélice tripale Hartzell Pathfinder a été introduit. Le nouveau moteur nécessite un nouveau capot et de nouvelles entrées d'air,,.
L'avion a une masse à vide de 552 kg et une masse maximale au décollage de 1 043 kg, soit une charge utile de 491 kg. La distance de décollage et d'atterrissage requise à la masse maximale a été démontrée comme étant de 52 m.
En 2020, le constructeur a certifié une nouvelle version, le CC19-215 NXCub, NXCub pour Nosewheel XCub, avec un train tricycle, uniquement disponible avec le moteur Lycoming IO-390 (CC393i).

## Variantes

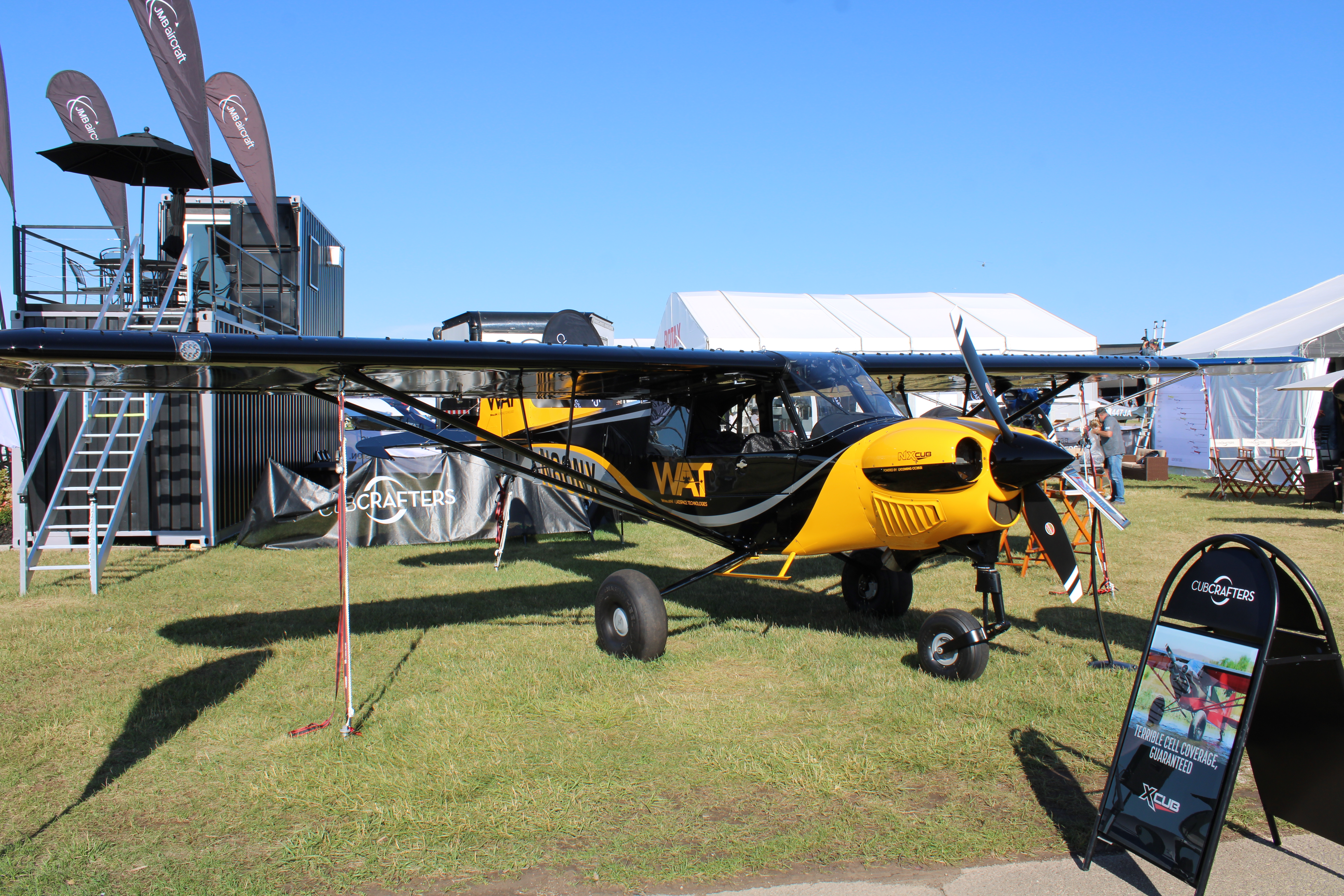
CC19-215 NXCub avec train tricycle.

CC19-180 XCub
Moteur Lycoming O-360-C1G (CC363i) de 180 ch (134 kW), train classique, certifié ;
CC19-215 XCub
Moteur Lycoming IO-390 (CC393i) de 215 ch (160 kW), train classique, certifié ;
CC19-215 NXCub
Moteur Lycoming IO-390 (CC393i), train tricycle, certifié.